# モクレン亜綱
モクレン亜綱 (Magnoliidae) は被子植物の亜綱のひとつで、モクレン科を含むもの。双子葉植物に属する。クロンキスト体系などで使われる。含まれる目は分類体系によって異なる。

## 分類

### クロンキスト体系
クロンキスト体系では8目を含める。ストロビロイド説による原始的な特徴を残したタクソンである。花粉は一部を除いて、単溝型であり、基本的に精油細胞をもつ。
- 被子植物門 Magnoliophyta
  - 双子葉植物綱 Magnoliopsida
    - モクレン亜綱 Magnoliidae
      - モクレン目 Liliidales
      - クスノキ目 Laurales
      - コショウ目 Piperales
      - ウマノスズクサ目 Aristolochiaceae
      - シキミ目 Illiciales
      - スイレン目 Nymphaeales
      - キンポウゲ目 Ranunculales
      - ケシ目 Papaverales

### タハタジャンの体系
タハタジャンの体系でも双子葉植物の下にモクレン亜綱を作る。
- 双子葉植物綱 Magnoliopsida
  - モクレン亜綱 Magnoliidae
    - モクレン上目 Magnolianae
      - モクレン目 Magnoliales
      - シキミモドキ目 Winterales
      - カネラ目 Canellales
      - シキミ目 Illiciales
      - アウストロバイレヤ目 Austrobaileyales
      - エウポマティア目 Eupomatiales
      - バンレイシ目 Annonales
      - ニクズク目 Myristicales
      - ウマノスズクサ目 Aristolochiales

    - ラクトリス上目 Lactoridanae
      - ラクトリス目 Lactoridales

    - コショウ上目 Piperanae
      - コショウ目 Piperales

    - クスノキ上目 Lauranae
      - クスノキ目 Laurales
      - ロウバイ目 Calycanthales
      - センリョウ目 Chloranthales

    - ラフレシア上目 Rafflesianae
      - ヒドノラ目 Hydnorales
      - ラフレシア目 Rafflesiales

    - ツチトリモチ上目 Balanophoranae
      - キノモリア目 Cynomoriales
      - ツチトリモチ目 Balanophorales

### 他の分類体系
新エングラー体系では双子葉植物綱を大きく合弁花と離弁花の亜綱に分けているので、モクレン亜綱の名前は存在しない。
APG植物分類体系では綱や亜綱の分類階級を作っていないので、モクレン亜綱の名前は使われない。モクレン目は階級なしのクレードであるモクレン類 (magnoliids) に属している。